# Oxyethira ahipara
Oxyethira ahipara är en nattsländeart som beskrevs av Keith A.J. Wise 1998. Oxyethira ahipara ingår i släktet Oxyethira och familjen smånattsländor. Inga underarter finns listade i Catalogue of Life.